# 房镇镇
房镇镇，是中华人民共和国山東省淄博市张店区下辖的一个乡镇级行政单位。

## 行政区划
房镇镇下辖以下地区（截至2020年）：
远景花园社区、颐丰花园社区、花漾城社区、橡树湾社区、百合花园社区、科技工业园社区，房东村、房西村、范家村、积家村、麻营村、院尚村、北黄村、东平村、东孙村、小孙村、彭家村、钟家村、小高村、高西村、高南村、高北村、大张村、小张村、天乙村、董家村、于营村、解营村、曹营村、西吕村。

## 人口
2010年中国第六次人口普查时，房镇镇共有人口29991人。共有家庭7861户，平均每户3.17人。14岁以下的少年儿童共4207人，占总人口14.02%；15-64岁人口共23228人，占总人口77.44%；65岁及以上的老年人共2556人，占总人口的8.522%。男性共计15823人，占总人口52.75%；女性共计14168，占总人口47.24%。本地居住的人口中，拥有本地户籍的人口为22132人，占73.79%。